# Okręg Coutances
Okręg Coutances (fr. Arrondissement de Coutances) – okręg w północnej Francji. Populacja wynosi 83 100.

## Podział administracyjny
W skład okręgu wchodzą następujące kantony:
- Bréhal,
- Cerisy-la-Salle,
- Coutances,
- Gavray,
- La Haye-du-Puits,
- Lessay,
- Montmartin-sur-Mer,
- Périers,
- Saint-Malo-de-la-Lande,
- Saint-Sauveur-Lendelin.